# Gränna
Gränna ( Ouça a pronúncia) é uma pequena localidade sueca do condado de Jönköping, na província histórica de Småland. Fica situada na margem oriental do lago Vättern, a 30 km a norte da cidade de Jönköping, em frente à ilha de Visingsö. A população ronda os 2 665 habitantes (2018).

Gränna está associada ao famoso polkagris - uma barra de caramelo branca e vermelha, com sabor a hortelã-pimenta.

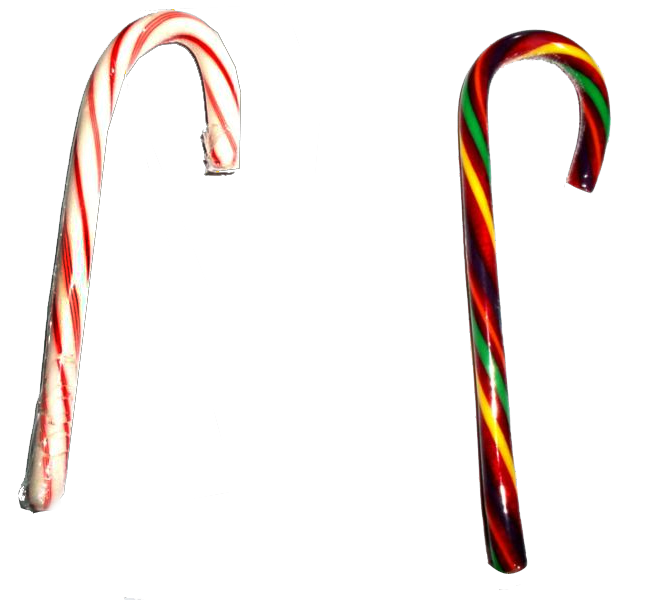
Polkagris